# Orvieto
Pour les articles homonymes, voir Orvieto (homonymie).
Orvieto, parfois francisé en Orviete, est une commune italienne située dans la province de Terni, en région d'Ombrie, dans la partie centrale du pays. Lors du recensement de 2017, elle compte 20 468 habitants.

## Géographie

### Situation
La ville d'Orvieto se trouve dans la partie sud-ouest de l'Ombrie, dans la province de Terni, à la frontière avec la province de Viterbe dans le Latium. Installée sur un rocher de tuf volcanique brunâtre, à 325 m d'altitude, Orvieto domine la vallée où coulent le Paglia et son affluent Chiani, avant que le Paglia ne se jette dans le Tibre. Cette plateforme énorme, qui s'élève de vingt à cinquante mètres au-dessus de la campagne, a été créée par l'action de quelques volcans qui y ont déposé une quantité énorme de matériaux.
Avec une superficie supérieure à 281 km2, Orvieto est l'une des cinquante communes les plus étendues d'Italie. Son point culminant est le mont Peglia (837 m), à la limite de la commune de San Venanzo. Le territoire d'Orvieto fait partie de la communauté de montagne Mont Peglia et Forêt de Meana, ainsi que du parc fluvial du Tibre, parc régional de l'Ombrie issue d'une zone protégée du WWF en 1990.

### Hameaux
Les frazioni et lieux-dits d'Orvieto sont : Bagni di Orvieto, Bardano, Baschi Scalo, Benano, Biagio, Botto di Orvieto, Canale di Orvieto, Canonica, Capretta, Ciconia, Colonnetta di Prodo, Corbara, Fossatello, Morrano, Orvieto Scalo, Osteria Nuova, Padella, Prodo, Rocca Ripesena, San Faustino, Sferracavallo, Stazione di Castiglione, Sugano, Titignano, Tordimonte et Torre San Severo.

### Communes limitrophes
Orvieto est attenant aux communes de : Allerona, Bagnoregio (VT), Baschi, Bolsena (VT), Castel Giorgio, Castel Viscardo, Castiglione in Teverina (VT), Civitella d'Agliano (VT), Ficulle, Lubriano (VT), Montecchio, Porano, San Venanzo et Todi (PG).

## Histoire
L'histoire d'Orvieto remonte à l’époque étrusque, civilisation qui domine en Italie centrale entre le VIIe et le Ier siècle av. J.-C. Orvieto, appelée Velzna par les Étrusques, Volsinies par les Romains, est une des douze villes les plus importantes de la dodécapole étrusque. Elle est conquise par Rome en 264 av. J.-C.. Les habitants rescapés du sac sont ensuite réinstallés sur le site de l’actuelle Bolsena. Ceux-ci, évoquant leur ancienne demeure, l’appellent « la vieille ville », Urbs Vetus en latin, un nom qui, à la suite des évolutions phonétiques, est devenu « Orvieto », autrefois francisé en « Orviete ».
Un sanctuaire découvert en 2006 à Orvieto correspondrait au Fanum Voltumnae ou temple de Voltumna décrit par Tite-Live, sanctuaire religieux le plus important du monde étrusque et lieu de rencontre des ambassadeurs des douze grandes villes étrusques lors de prises de décisions politiques importantes, comme après la chute de Fidènes en 420 av. J.-C., ou encore le siège de Véies.
S'y déroulent aussi chaque année des célébrations religieuses au cours desquelles les douze cités étrusques renouvellent leurs alliances.
Orvieto est durant l'Antiquité un centre majeur de production de meules rotatives, façonnées dans une roche volcanique à macro-cristaux et destinées aux moulins. Cet équipement est amplement exporté en Italie puis dans l'Empire romain.
Au Moyen Âge, Orvieto vit une période de splendeur aux XIIIe et XIVe siècles : commune libre d'environ 30 000 habitants, elle exerce son influence jusqu’à la mer Tyrrhénienne, en rivalité avec Sienne. Au milieu du XVe siècle, elle est annexée par les États pontificaux, devenant le siège de l'une de ses délégations. Les papes y séjournent de temps en temps.
En 1860, Orvieto, tout comme le reste de l'Ombrie, les Marches et la Romagne, est conquise par l'armée piémontaise du royaume de Sardaigne, qui donnera naissance au nouveau royaume d'Italie. Pendant la Seconde Guerre mondiale, Orvieto subit les bombardements anglo-américains, dont la cible est le chemin de fer reliant Rome à Florence et à l'Italie du Nord. Toutefois, la ville historique, située au sommet d’un massif rocheux, est épargnée.

## Démographie
Habitants recensés

## Administration

### Liste des maires
| Période       | Période      | Identité         | Étiquette                               | Qualité |
| ------------- | ------------ | ---------------- | --------------------------------------- | ------- |
| 25 avril 1995 | 16 juin 2004 | Stefano Cimicchi | Liste civique de centre gauche          |         |
| 17 juin 2004  | 21 juin 2009 | Stefano Mocio    | Centre gauche                           |         |
| 22 juin 2009  | 7 juin 2014  | Toni Còncina     | Liste civique (Le Peuple de la Liberté) |         |
| 8 juin 2014   | 8 juin 2019  | Giuseppe Germani | Parti démocrate                         |         |
| 9 juin 2019   | En cours     | Roberta Tardani  | Centre droit (Forza Italia)             |         |

### Jumelages
- Givors (France)
- Maebashi (Japon)
- Bethléem (Palestine)
- Aiken (Caroline du Sud) (États-Unis)
- Seinäjoki (Finlande)
- Kercem (Malte)

## Économie
L'économie de la commune est principalement liée dans le secteur primaire à la production d'un vin blanc sec faisant partie de la DOC Orvieto ainsi que de la culture des oliviers pour la production d'huile.
Le tourisme est une composante importante de l'activité de la ville qui, en raison de son patrimoine culturel, attire un très grand nombre de visiteurs tout au long de l'année. Depuis 1999, Orvieto est ville fondatrice du mouvement Cittaslow, un réseau international des villes du « bien vivre ».

## Culture

### Monuments

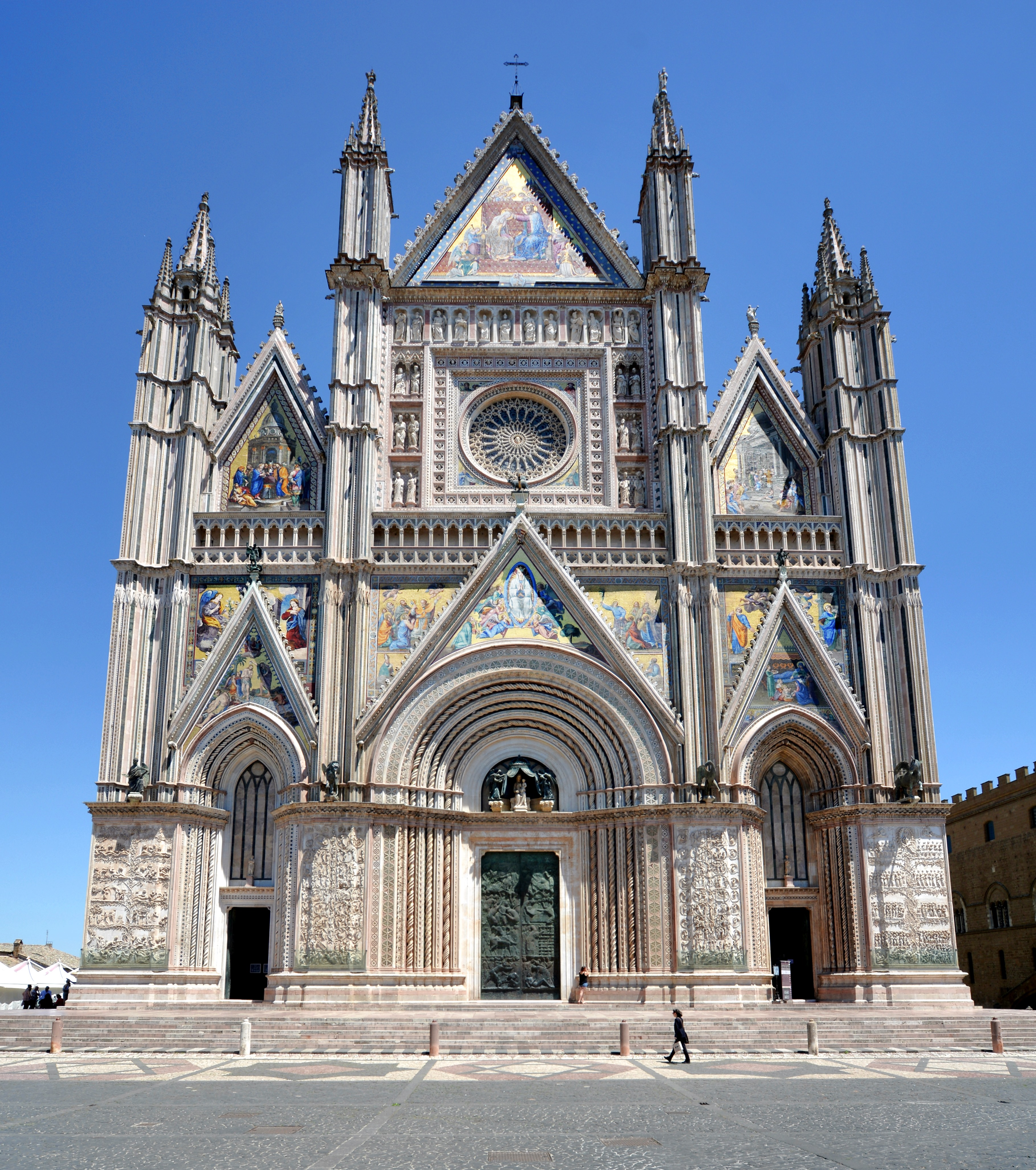
Cathédrale d'Orvieto.

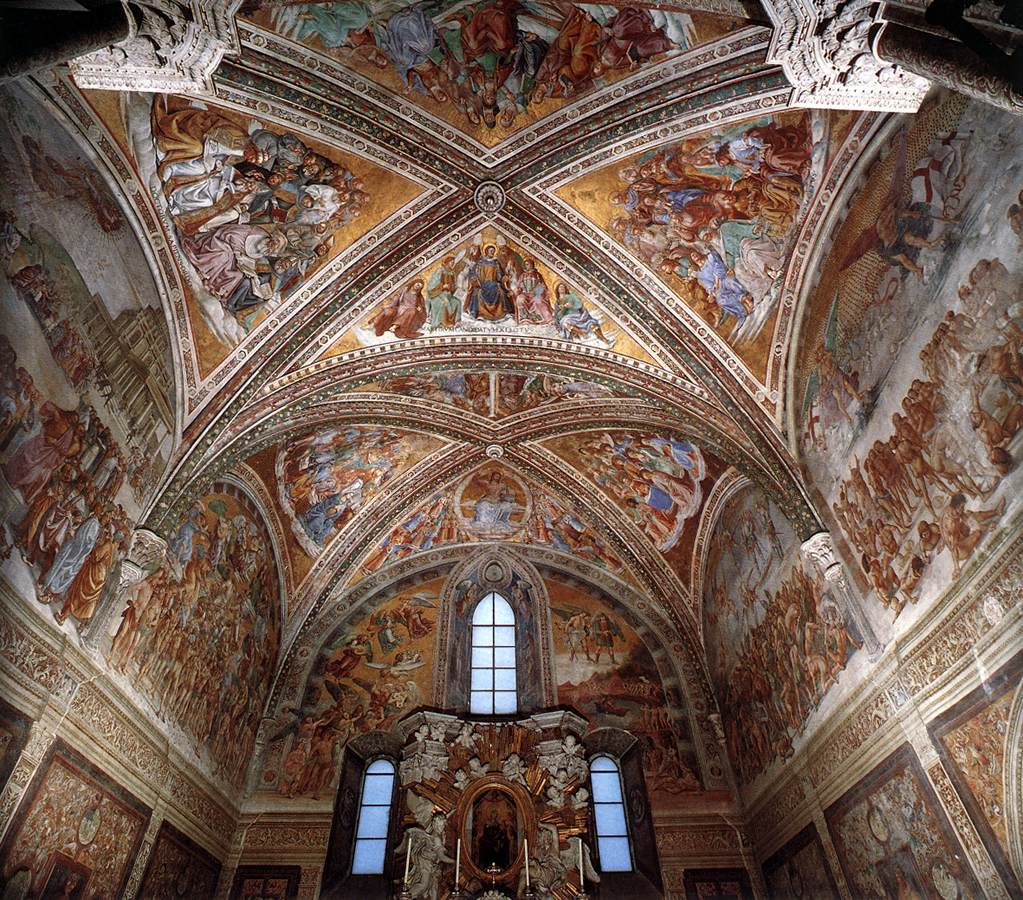
Chapelle San Brizio.

- La ville est célèbre pour sa cathédrale ou « Duomo », avec sa façade recouverte de mosaïques et la chapelle San Brizio peinte de fresques de Fra Angelico (voûtes) et de Luca Signorelli (voûtes et murs). Elle possède également un musée, le Museo dell'Opera del Duomo, hébergé dans le Palazzo Soliano, qui accueille notamment L'Annonciation (1603-1608) de Francesco Mochi.
- Le théâtre Luigi-Mancinelli, typique théâtre à l'italienne.
- Le puits de saint Patrice.
- Le musée Emilio Greco, également dans le Palazzo Soliano, qui comprend 32 sculptures en bronze, 60 œuvres graphiques, lithographies et eaux-fortes que l'artiste Emilio Greco a léguées à la ville à la fin des années 1970.
- Le Museo Archeologico Statale di Orvieto.
- Le Musée Faina
- Les différentes églises de la ville en plus du Duomo : Chiesa di Sant'Andrea, Chiesa di San Domenico, Chiesa di San Giovenale, Chiesa di San Ludovico.

### Patrimoine
Des galeries creusées dans le tuf de la colline constituent une véritable ville souterraine. Plusieurs puits relient la surface aux abris souterrains (Pozzo della Cava, puits de saint Patrice). Le puits de Saint Patrice est creusé sur l'ordre du pape, à la suite du sac de Rome de 1527, afin d'assurer l'approvisionnement en eau en cas de siège. Illustrant l'inventivité de l'architecture de la Renaissance, un escalier en double spirale permettait à des mules de descendre dans le puits en sens unique.
Il existe également des sites archéologiques sous les remparts dont la nécropole du Crucifix du Tuf.

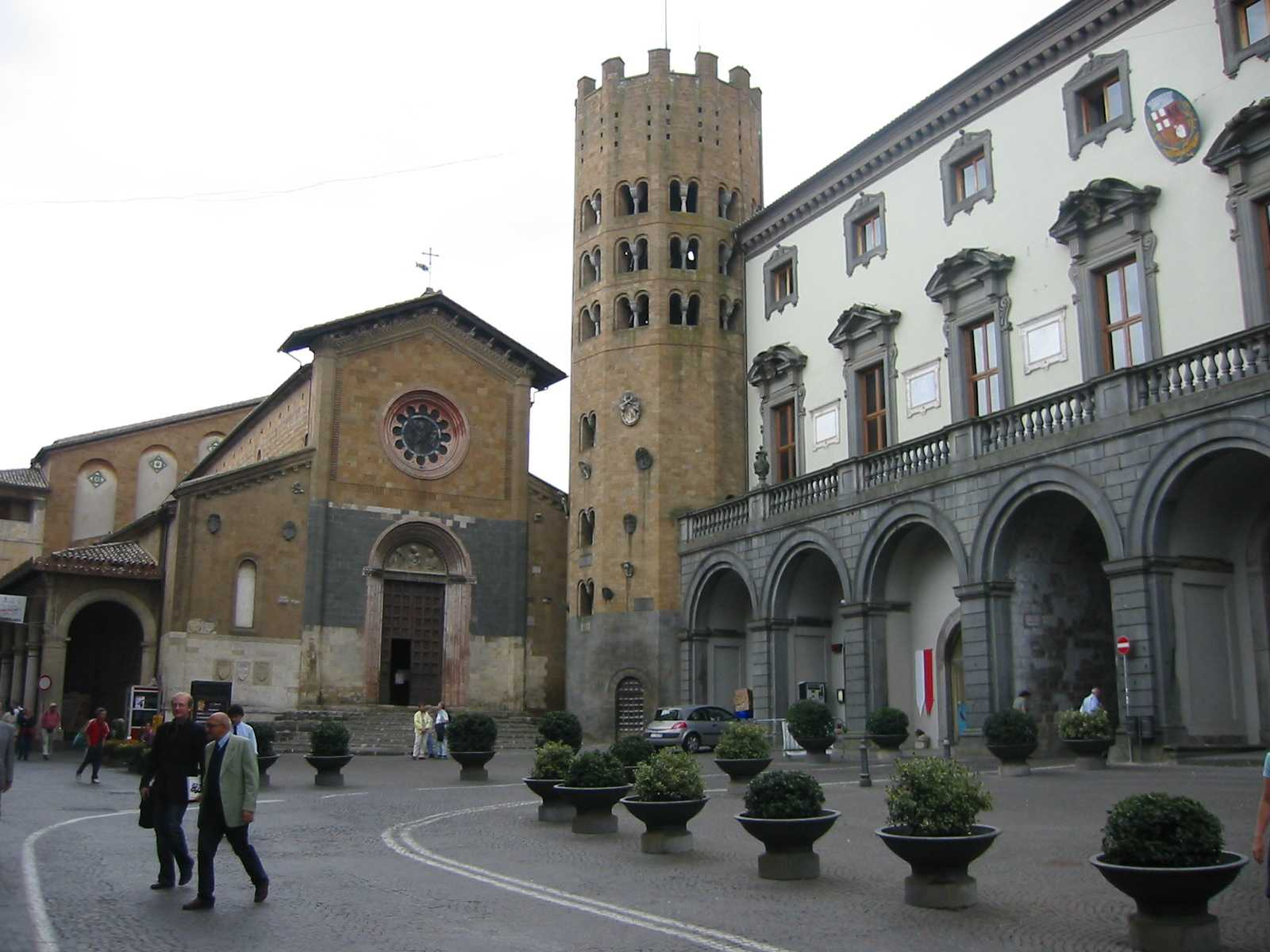
Piazza della Republica : église San Andrea et son campanile octogonal, à droite, le palais municipal.
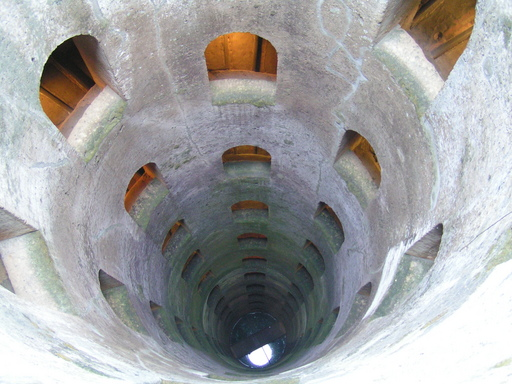
Le puits de saint Patrice.
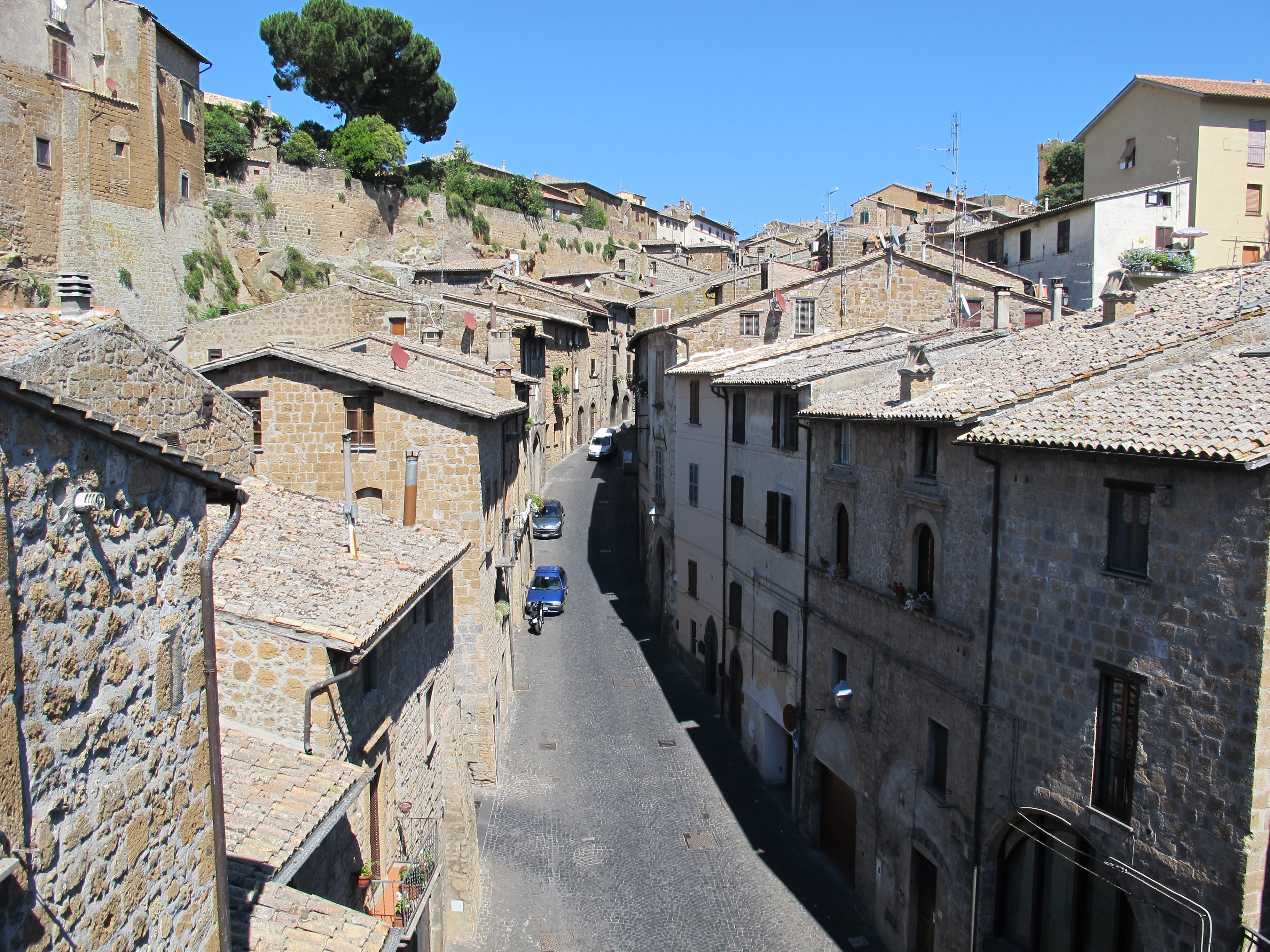
Rue médiévale.
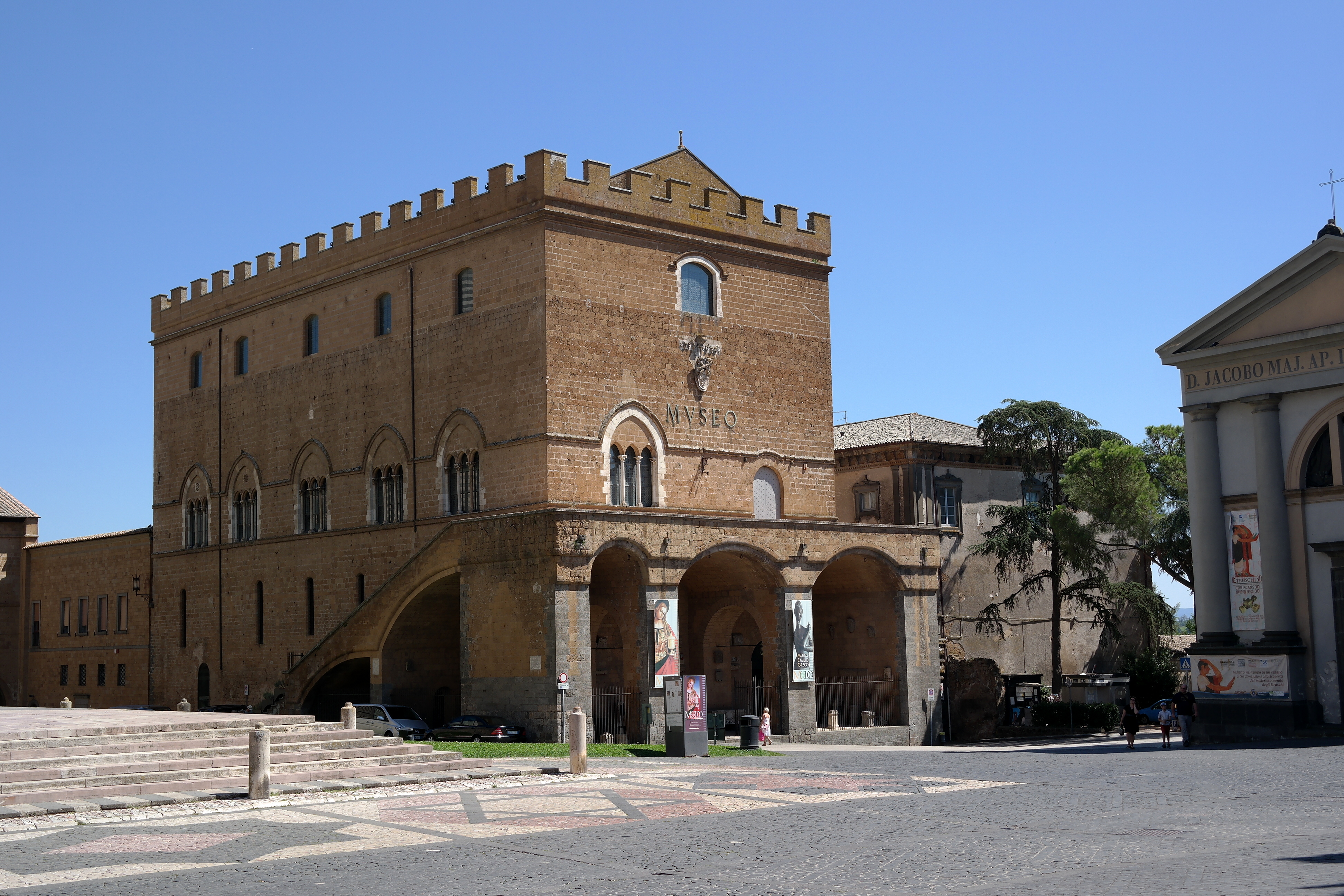
Palazzo Soliano.
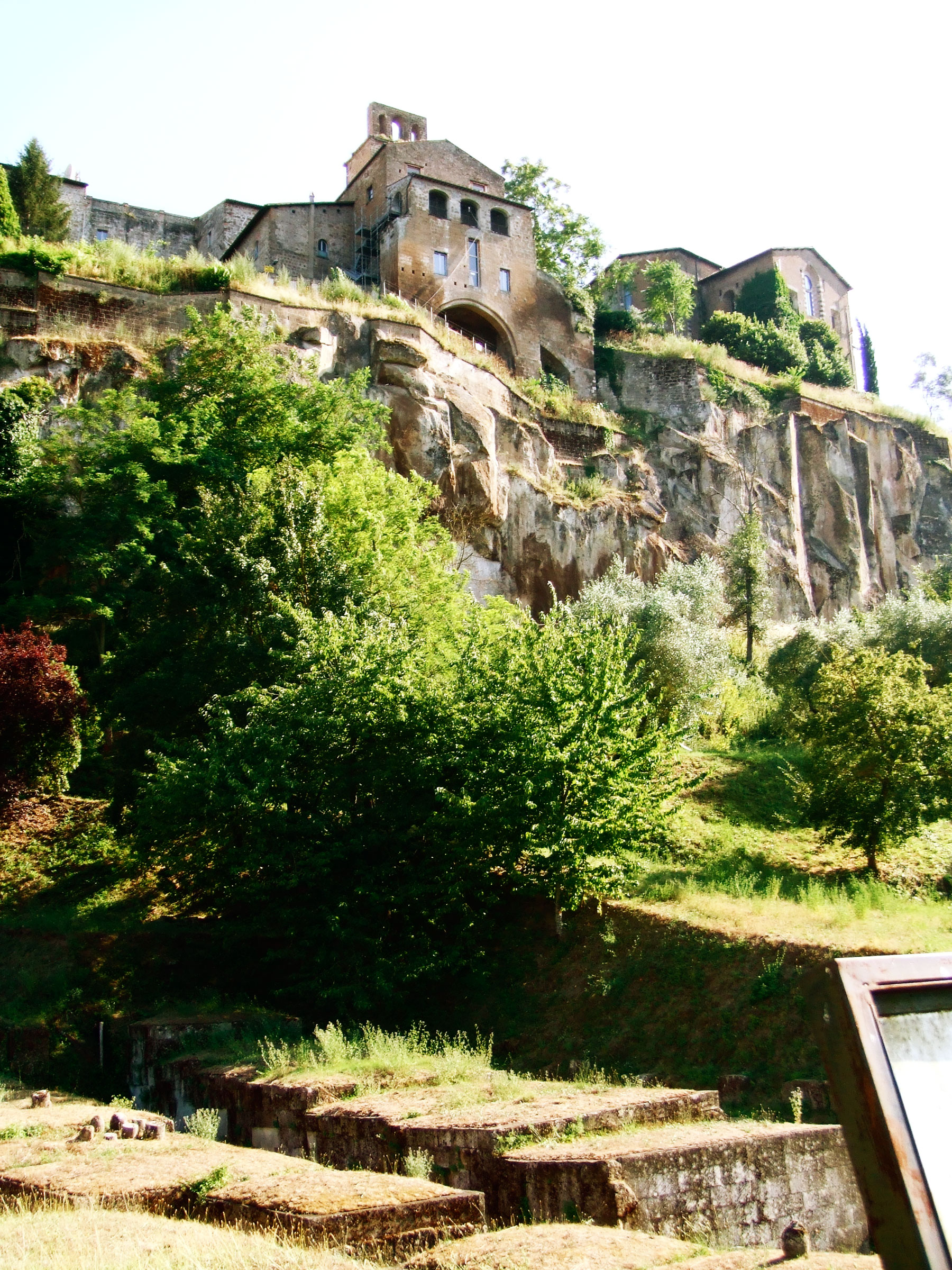
La nécropole du Crucifix du Tuf au pied des fortifications de la ville.

### Orvieto dans la culture

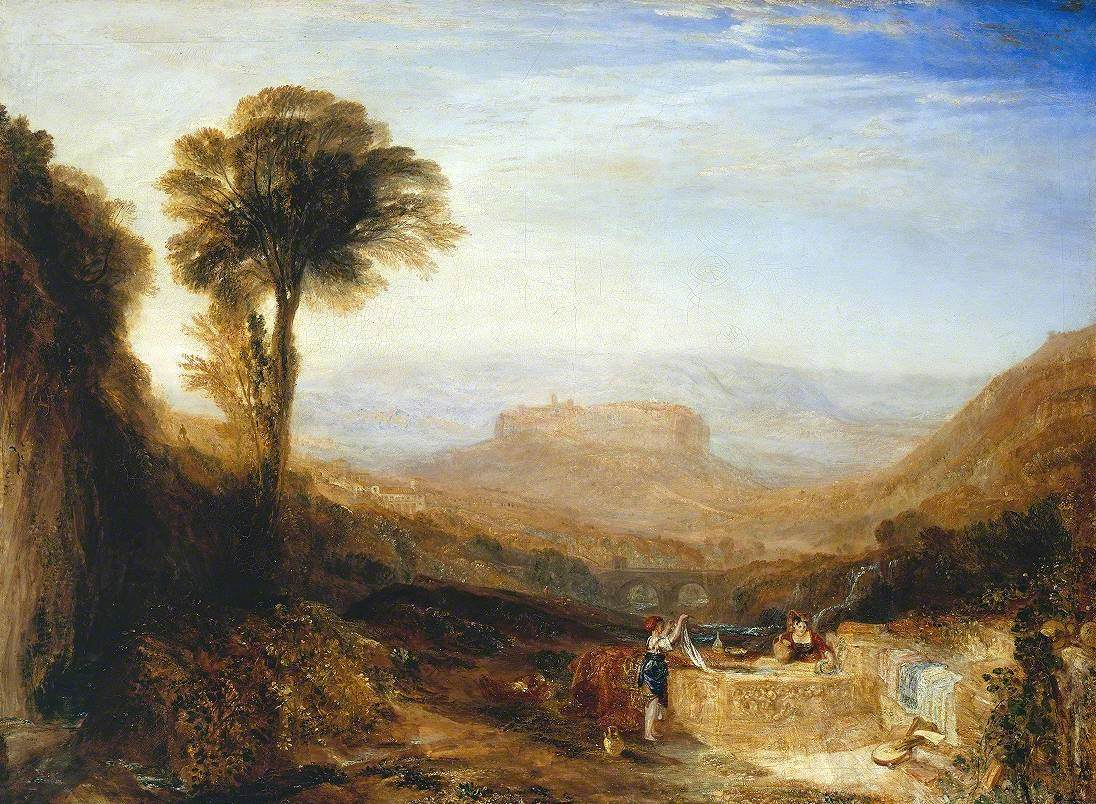
Vue d'Orvieto, peinte à Rome, William Turner.

Orvieto est notamment connue grâce à l'imagination d'un certain Jérôme Ferrante, natif de la ville, et inventeur d'un médicament qui a été apporté en France en 1647 sous le nom de l'orviétan par un autre natif d'Orvieto dénommé Christoforo Contugi[réf. nécessaire]. Molière a ridiculisé ce pseudo-remède dans L'Amour médecin (à l'acte II, scène 7), faisant dès lors de l'expression de « marchand d'orvietan » un synonyme de charlatans de toutes sortes.
Le peintre paysagiste anglais William Turner réalise un tableau intitulé Vue d'Orvieto, peinte à Rome entre 1828 et 1830, qui est conservé à la Tate Britain à Londres.
Sigmund Freud a ajouté de la notoriété à la chapelle San Brizio avec son essai Oubli de noms propres dans le recueil Psychopathologie de la vie quotidienne, dans lequel il raconte comment il avait oublié le nom de Signorelli dans une conversation concernant Orvieto.

### Sport
La ville dispose de plusieurs installations sportives, parmi lesquelles le Stade Luigi Muzi, qui accueille la principale équipe de football de la ville, l'Orvietana Calcio.